# Provincia de Siena
Siena (en italiano: provincia di Siena) es una provincia de la región de la Toscana, en Italia. Su capital y ciudad más poblada es Siena.

## Geografía
Limita al norte con la ciudad metropolitana de Florencia; al noroeste con la provincia de Arezzo; al sureste con la región de Umbria (provincia de Perugia y provincia de Terni); al sur con la región de Lacio (provincia de Viterbo); al suroeste con la provincia de Grosseto; y al oeste con la provincia de Pisa).
Tiene un área de 3464 km², y una población total de 194 440 habitantes (2001). Hay 35 comuni (municipios) en la provincia (fuente: ISTAT, véase este enlace).

## Municipios
La provincia de Siena está integrada por 35 comunas o municipios:
- Abbadia San Salvatore
- Asciano
- Buonconvento
- Casole d'Elsa
- Castellina in Chianti
- Castelnuovo Berardenga
- Castiglione d'Orcia
- Cetona
- Chianciano Terme
- Chiusdino
- Chiusi
- Colle di Val d'Elsa
- Gaiole in Chianti
- Montalcino
- Montepulciano
- Monteriggioni
- Monteroni d'Arbia
- Monticiano
- Murlo
- Piancastagnaio
- Pienza
- Poggibonsi
- Radda in Chianti
- Radicofani
- Radicondoli
- Rapolano Terme
- San Casciano dei Bagni
- San Gimignano
- San Quirico d'Orcia
- Sarteano
- Siena
- Sinalunga
- Sovicille
- Torrita di Siena
- Trequanda